# Ирачки динар
Ирачки динар (арапски: دينار عراقي) је званична валута у Ираку. Међународни код је IQD. Симбол за динар је ع.د. Динар издаје Централна банка Ирака. У 2010. години инфлација је износила 1,66%. Један динар састоји се од 1000 филса. Динар је уведен као валута 1932. године.
Постоје новчанице у износима 50, 100, 250, 500, 1000, 5000, 10000 и 25000 динара и кованице 25, 50 и 100 динара.

## Историја
Ирачки динар је ушао у оптицај 1. априла 1932. године, заменивши индијски рупи, која је била званична валута од британске окупације земље. Динар је био везан за британску фунту до 1959. године када је, без промене његове вредности, веза пребачена на амерички долар по курсу 1 динар = 2,80 долара. 
Од 1990. године, па до 2003. Садам Хусеин се налазио на 15 новчаница.

## Тренутне новчанице
| 2003  | 2003   | 2003          | 2003         | 2003                   | 2003                          |
| Слика | Слика  | Вредност      | Главна боја  | Опис                   | Опис                          |
| Аверс | Реверс | Вредност      | Главна боја  | Аверс                  | Реверс                        |
| ----- | ------ | ------------- | ------------ | ---------------------- | ----------------------------- |
|       |        | 50 динара     | Љубичаста    | Grain silos at Basra   | Датула                        |
|       |        | 250 динара    | Плава        | Астролаб               | Велика Џамија у Самари        |
|       |        | 500 динара    | Плаво-зелена | Дукан брана            | Ламасу, крилати асиријски бик |
|       |        | 1,000 динара  | Браон        | Златни динар           | Мустансирија Мадрасах, Багдад |
|       |        | 5,000 динара  | Тамно плава  | Гели али Бег и водопад | Ал-Укаидир тврђевина          |
|       |        | 10,000 динара | Зелена       | Ибн Хејсам             | Велика Џамија у Мосулу        |
|       |        | 25,000 динара | Црвена       | Курдијски фармер       | Хамурабијев законик           |